# Aramina

Vị trí của Aramina trong bản đồ bang São Paulo

Aramina là một đô thị ở bang São Paulo, Brasil. Aramina có dân số (năm 2007) là 5019 người, diện tích là 202,704 km², mật độ dân số 26 người/km². Aramina nằm ở độ cao 614 m. Theo điều tra năm 2000, Aramina này có:
- Tổng dân số 4763 người, trong đó, dân số thành thị: 4145, nông thôn: 618 người.
- Nam giới: 2423, nữ giới: 2340 người.
- Mật độ dân số 23,5 người/km².
- Tuổi thọ bình quân: 74,19 năm.
- Tỷ lệ trẻ dưới 1 tuổi tử vong (trên 1 triệu): 10,8
- Tỷ lệ biết đọc biết viết: 89,52% dân số.
- Chỉ số phát triển con người: 0,794
- Tỷ lệ sinh (trẻ/bà mẹ): 2,31